# Fraktalodden
Fraktalodden (norwegisch für Gebrochene Landspitze) ist eine dreiteilige Landspitze vor der Prinzessin-Ragnhild-Küste des ostantarktischen Königin-Maud-Lands. Sie liegt zwischen der Gletscherzunge Kiletangen und der Landspitze Kantodden am Nordrand des Stanjukowitsch-Schelfeises.
Wissenschaftler des Norwegischen Polarinstituts benannten sie 2016 deskriptiv.